# LG G4
LG G4 – smartfon firmy LG z sześciordzeniowym procesorem zaprezentowany 28 kwietnia 2015 roku. Został on zastąpiony przez LG G5.

## Specyfikacja techniczna
LG G4 został wyposażony w sześciordzeniowy procesor Qualcomm Snapdragon 808 8992 o taktowaniu 1,8 GHz na rdzeń. Urządzenie ma 3 GB RAM oraz 32 GB pamięci wewnętrznej, którą można rozszerzyć poprzez kartę pamięci (do 256 GB).

### Wyświetlacz
LG G4 ma ekran o przekątnej 5,5 cala o rozdzielczości 2560 × 1440 pikseli, co daje zagęszczenie 534 pikseli na jeden cal wyświetlacza.

### Aparat fotograficzny
Aparat znajdujący się w telefonie ma 16 Mpx, LG w tym modelu zastosowało laserowy autofokus umożliwiający bardzo szybkie robienie zdjęć. Przednia kamera ma rozdzielczość 8 Mpx.

### Akumulator
Akumulator litowo-jonowy jest wymienny i ma pojemność 3000 mAh.

## Design
LG G4 ma płaski wyświetlacz, zaś za ergonomiczny kształt odpowiada tylna część obudowy. Zależnie od upodobań klienta, może być pokryta skórą lub atrakcyjnym wzorem na tworzywie. Tył można zdjąć, zyskując dostęp do wymiennej baterii.

## Software
LG G4 był wyposażony Android 5.1 Lollipop później dostał aktualizacje do system Android 6.0 Marshmallow.
W dniu 15 lipca 2017 ten model omyłkowo dostało aktualizację od PLAY do Androida 7.0 Nougat, lecz ta została szybko wycofana. Internauci zdążyli już pobrać ją i dalej istnieje możliwość aktualizacji do tej wersji przez stronę xda developers.